# Morti nel 2011/Aprile
| Questa pagina contiene informazioni ricavate automaticamente dalle voci biografiche con l'ausilio del template Bio e di un bot. L'aggiornamento è periodico e automatico e ricostruisce completamente la pagina. Se manca una persona in questa lista, sei pregato di non aggiungerla, ma accertati piuttosto che la sua voce biografica contenga il template Bio e che i dati anagrafici siano correttamente compilati. Se il template Bio manca, inseriscilo tu stesso o, in alternativa, metti l'avviso {{tmp\|Bio}} che ne segnala la mancanza. Se i dati riportati sono sbagliati, correggi direttamente la voce biografica; le modifiche saranno visibili in questa lista entro pochi giorni. Per chiarimenti vedi il progetto biografie. La lista contiene solo le 143 persone che sono citate nell'enciclopedia e per le quali è stato implementato correttamente il template Bio. Pagina aggiornata al 2 ago 2025. |

- 1º aprile - Achille Boroli, editore italiano (n. 1913)
- 1º aprile - Dante Cruicchi, giornalista e politico italiano (n. 1921)
- 1º aprile - Annarosa Taddei, pianista e insegnante italiana (n. 1918)
- 1º aprile - Varkey Vithayathil, cardinale e arcivescovo cattolico indiano (n. 1927)
- 1º aprile - Carlos Cezar de Souza, calciatore brasiliano (n. 1938)
- 2 aprile - Larry Finch, cestista e allenatore di pallacanestro statunitense (n. 1951)
- 2 aprile - Gina Labriola, scrittrice e pittrice italiana (n. 1931)
- 2 aprile - Romeo Venturelli, ciclista su strada italiano (n. 1938)
- 3 aprile - Joe Camic, cestista statunitense (n. 1922)
- 3 aprile - Giacomino Granchi, politico italiano (n. 1946)
- 3 aprile - Kevin Jarre, sceneggiatore statunitense (n. 1954)
- 3 aprile - Franco Putzolu, illustratore e disegnatore italiano (n. 1936)
- 3 aprile - Calvin Russell, cantautore e chitarrista statunitense (n. 1948)
- 4 aprile - John Adler, politico statunitense (n. 1959)
- 4 aprile - Baruch Blumberg, biochimico statunitense (n. 1925)
- 4 aprile - Scott Columbus, batterista statunitense (n. 1956)
- 4 aprile - Juliano Mer-Khamis, attore, attivista e regista palestinese (n. 1958)
- 4 aprile - Witta Pohl, attrice tedesca (n. 1937)
- 4 aprile - Wayne Robson, attore canadese (n. 1946)
- 4 aprile - Juan Tuñas, calciatore cubano (n. 1917)
- 4 aprile - Boško Vuksanović, pallanuotista jugoslavo (n. 1928)
- 5 aprile - Jean Aubert, scrittore, poeta e editore francese (n. 1921)
- 5 aprile - Umberto Barbaresi, politico italiano (n. 1926)
- 5 aprile - Gianni Brezza, ballerino, coreografo e regista italiano (n. 1937)
- 5 aprile - Stefán Jónsson, pallanuotista islandese (n. 1918)
- 5 aprile - Andrej Klinar, sciatore alpino sloveno (n. 1942)
- 5 aprile - Ange-Félix Patassé, politico centrafricano (n. 1937)
- 5 aprile - Walter Riedschy, calciatore tedesco (n. 1925)
- 5 aprile - Aroldo Tolomelli, partigiano e politico italiano (n. 1921)
- 6 aprile - Benedetto Aloi, mafioso statunitense (n. 1935)
- 6 aprile - Giuseppe Comini, schermidore italiano (n. 1922)
- 6 aprile - Robin Lindsay, hockeista su prato britannico (n. 1914)
- 6 aprile - Johnny Morris, allenatore di calcio e calciatore inglese (n. 1923)
- 6 aprile - Francis Gordon Albert Stone, chimico britannico (n. 1925)
- 7 aprile - Hugh FitzRoy, XI duca di Grafton, nobile britannico (n. 1919)
- 7 aprile - Nunzio Gulino, artista italiano (n. 1920)
- 7 aprile - Giovanni Massignani, allenatore di calcio e calciatore belga (n. 1933)
- 7 aprile - Victor Surdu, politico e agronomo rumeno (n. 1947)
- 8 aprile - Philip Luty, scrittore e attivista britannico (n. 1965)
- 8 aprile - Terry Saunders, attrice e cantante statunitense (n. 1923)
- 8 aprile - Vasilij Stepanov, sollevatore sovietico (n. 1927)
- 8 aprile - Craig Thomas, scrittore gallese (n. 1942)
- 9 aprile - Zakariya Rashid Hassan al-Ashiri, blogger e giornalista bahreinita (n. 1971)
- 9 aprile - Jerry Lawson, ingegnere e informatico statunitense (n. 1940)
- 9 aprile - Sidney Lumet, regista, produttore cinematografico e sceneggiatore statunitense (n. 1924)
- 9 aprile - Roger Nichols, produttore discografico statunitense (n. 1944)
- 10 aprile - Nilza Monte Garcia, cestista brasiliana (n. 1942)
- 10 aprile - Bob Shaw, giocatore di football americano, allenatore di football americano e cestista statunitense (n. 1921)
- 10 aprile - Ernest Vaast, allenatore di calcio e calciatore francese (n. 1922)
- 11 aprile - Billy Bang, violinista e compositore statunitense (n. 1947)
- 11 aprile - Lewis Binford, archeologo statunitense (n. 1930)
- 11 aprile - Jimmy Briggs, calciatore scozzese (n. 1937)
- 11 aprile - Igor' Runov, pallavolista sovietico (n. 1963)
- 11 aprile - Angela Scoular, attrice britannica (n. 1945)
- 12 aprile - Buster Martin, personaggio televisivo francese (n. 1906)
- 12 aprile - Aleksandar Petaković, calciatore jugoslavo (n. 1930)
- 12 aprile - Miroslav Tichý, fotografo ceco (n. 1926)
- 13 aprile - Ferruccio Casacci, attore e regista italiano (n. 1934)
- 13 aprile - Flora Wiechmann Savioli, artista italiana (n. 1917)
- 13 aprile - Seeta bint Abd al-Aziz Al Sa'ud, principessa saudita (n. 1930)
- 14 aprile - Siria Betti, attrice italiana (n. 1923)
- 14 aprile - Walter Breuning, supercentenario statunitense (n. 1896)
- 14 aprile - William Lipscomb, chimico statunitense (n. 1919)
- 14 aprile - Arthur Marx, scrittore e commediografo statunitense (n. 1921)
- 14 aprile - Muanamosi Matumona, presbitero, teologo e sociologo angolano (n. 1965)
- 15 aprile - Vittorio Arrigoni, attivista, giornalista e scrittore italiano (n. 1975)
- 15 aprile - Reno Bertoia, giocatore di baseball italiano (n. 1935)
- 15 aprile - Vincenzo La Scola, tenore italiano (n. 1958)
- 15 aprile - Imanuel Schwartz, calciatore israeliano (n. 1957)
- 15 aprile - Beryl Shipley, allenatore di pallacanestro statunitense (n. 1926)
- 16 aprile - Enrico Bellone, storico della scienza e divulgatore scientifico italiano (n. 1938)
- 16 aprile - Chinesinho, calciatore e allenatore di calcio brasiliano (n. 1935)
- 16 aprile - Alfonso Martínez, cestista spagnolo (n. 1937)
- 16 aprile - Wes Richardson, giocatore di curling canadese (n. 1930)
- 16 aprile - Harold Volkmer, politico statunitense (n. 1931)
- 17 aprile - Gervasio Chiari, imprenditore italiano (n. 1922)
- 17 aprile - Osamu Dezaki, regista giapponese (n. 1943)
- 17 aprile - Mykola Lisin, politico e imprenditore ucraino (n. 1964)
- 17 aprile - Michael Sarrazin, attore canadese (n. 1940)
- 18 aprile - Olubayo Adefemi, calciatore nigeriano (n. 1985)
- 18 aprile - Gilberto Evangelisti, giornalista italiano (n. 1928)
- 18 aprile - Pietro Ferrero, imprenditore italiano (n. 1963)
- 18 aprile - Giovanni Saldarini, cardinale e arcivescovo cattolico italiano (n. 1924)
- 19 aprile - Allan Brown, calciatore e allenatore di calcio scozzese (n. 1926)
- 19 aprile - Raúl Guitart, cestista argentino (n. 1950)
- 19 aprile - Elisabeth Sladen, attrice britannica (n. 1946)
- 19 aprile - Serge Nubret, culturista francese (n. 1938)
- 19 aprile - Grete Waitz, maratoneta e mezzofondista norvegese (n. 1953)
- 20 aprile - Tim Hetherington, fotografo britannico (n. 1970)
- 20 aprile - Osvaldo Miranda, attore argentino (n. 1915)
- 21 aprile - Elerydd, presbitero e poeta gallese (n. 1916)
- 21 aprile - Annalisa Ericson, attrice svedese (n. 1913)
- 21 aprile - Harold Garfinkel, sociologo statunitense (n. 1917)
- 21 aprile - Catharina Halkes, teologa e religiosa olandese (n. 1920)
- 21 aprile - Luigi Polentes, calciatore italiano (n. 1944)
- 21 aprile - Sofía Silva, modella venezuelana (n. 1929)
- 22 aprile - Cheung Sai Ho, calciatore hongkonghese (n. 1975)
- 22 aprile - Wiel Coerver, calciatore e allenatore di calcio olandese (n. 1924)
- 22 aprile - Tim Eliott, attore neozelandese (n. 1935)
- 22 aprile - Ove Jensen, calciatore danese (n. 1919)
- 23 aprile - Mushtaq Ahmed, hockeista su prato pakistano (n. 1928)
- 23 aprile - Jerome Lettvin, neuroscienziato e attivista statunitense (n. 1920)
- 23 aprile - Alessio Pasquini, politico italiano (n. 1930)
- 23 aprile - Max van der Stoel, politico olandese (n. 1924)
- 24 aprile - Mario Cornali, pittore italiano (n. 1915)
- 24 aprile - Trần Lệ Xuân, politica vietnamita (n. 1924)
- 24 aprile - Denis Mahon, collezionista d'arte e storico dell'arte britannico (n. 1910)
- 24 aprile - Joan Peyser, musicologa e scrittrice statunitense (n. 1930)
- 24 aprile - Marie-France Pisier, attrice francese (n. 1944)
- 24 aprile - Sathya Sai Baba, predicatore indiano (n. 1926)
- 25 aprile - Winrich Behr, militare e ufficiale tedesco (n. 1918)
- 25 aprile - Cesare Del Cancia, ciclista su strada italiano (n. 1915)
- 25 aprile - Osman Duraliev, lottatore bulgaro (n. 1939)
- 25 aprile - Joe Perry, giocatore di football americano statunitense (n. 1927)
- 25 aprile - Gonzalo Rojas, poeta cileno (n. 1916)
- 25 aprile - Poly Styrene, cantante e musicista britannica (n. 1957)
- 26 aprile - Phoebe Snow, cantautrice e chitarrista statunitense (n. 1950)
- 26 aprile - Luciano Bellosi, storico dell'arte italiano (n. 1936)
- 26 aprile - Jim Mandich, giocatore di football americano statunitense (n. 1948)
- 26 aprile - Leoncarlo Settimelli, giornalista, cantautore e critico musicale italiano (n. 1937)
- 26 aprile - Giuliano Toraldo di Francia, fisico italiano (n. 1916)
- 27 aprile - Marian Mercer, attrice e cantante statunitense (n. 1935)
- 27 aprile - Anita Välkki, soprano finlandese (n. 1926)
- 28 aprile - William Campbell, attore statunitense (n. 1923)
- 28 aprile - Erhard Loretan, alpinista svizzero (n. 1959)
- 28 aprile - Willie O'Neill, calciatore scozzese (n. 1940)
- 28 aprile - Fernanda de' Maffei, storica dell'arte italiana (n. 1917)
- 29 aprile - Waldemar Baszanowski, sollevatore polacco (n. 1935)
- 29 aprile - Giuseppe Dalla Santa, fumettista italiano (n. 1950)
- 29 aprile - Robert B. Duncan, politico statunitense (n. 1920)
- 29 aprile - Vladimir Krajnev, pianista russo (n. 1944)
- 29 aprile - Siamak Pourzand, giornalista e critico cinematografico iraniano (n. 1931)
- 29 aprile - Joanna Russ, autrice di fantascienza statunitense (n. 1937)
- 30 aprile - Renato Gandolfi, calciatore italiano (n. 1927)
- 30 aprile - Saif al-Arab Gheddafi, militare libico (n. 1982)
- 30 aprile - Harry S. Morgan, regista e produttore cinematografico tedesco (n. 1945)
- 30 aprile - Emilio Navarro, giocatore di baseball portoricano (n. 1905)
- 30 aprile - Armando Pizzo, giornalista e conduttore televisivo italiano (n. 1925)
- 30 aprile - Daniel Quillen, matematico statunitense (n. 1940)
- 30 aprile - Raffaella Rossi Manaresi, chimica italiana (n. 1924)
- 30 aprile - Ernesto Sabato, scrittore argentino (n. 1911)
- 30 aprile - Eddie Turnbull, allenatore di calcio e calciatore scozzese (n. 1923)
- 30 aprile - Pierre Viette, entomologo francese (n. 1921)